# Yuval Rozman
Yuval Rozman, né en 1984 à Tel Aviv, est un comédien, dramaturge, réalisateur et metteur en scène israélien vivant en France.

## Biographie

### Jeunesse et arrivée en France
Yuval Rozman naît en 1984 à Tel Aviv dans une famille juive de gauche et religieuse. Il écrit sa première pièce à 18 ans et se forme au Conservatoire de Tel-Aviv. Il déserte de l'armée israélienne pendant son service militaire alors qu'il est déployé à Gaza,. Sa pièce de 2010, Cabaret Voltaire, avec l'acteur palestinien Mohammad Bakri, reçoit de nombreuses récompenses en Israël. Il est hostile à la politique de Benyamin Netanyahou et l'exprime dans ses pièces. En 2012, il décide de quitter Israël pour la France.

### Carrière
Ses pièces s'intéressent au conflit israélo-palestinien et à la question de l'homosexualité, entre autres, mais n'y sont pas limitées ; en 2017, il présente Tunnel Boring Machine,, une comédie s'intéressant à l'itinéraire d'un Palestinien et d'un Israélien dans les tunnels de Gaza. Le 26 novembre 2019, il se rend au centre hospitalier de Valenciennes pour y lire ses textes et échanger avec les patients.
En 2018, il met en scène HATE avec Lætitia Dosch,,. En 2020, Yuval Rozman met en scène The Jewish Hour, une réflexion sur l'identité juive,, malheureusement pour lui, la pandémie de Covid-19 impacte le projet mais il remporte tout de même le prix Impatience,. À propos de cette pièce, il déclare : « C'est en France que j'ai découvert que j'étais juif ».
Après le début de la guerre à Gaza depuis 2023, une représentation de The Jewish Hour est annulée à la suite de la fusillade du 16 octobre 2023 à Bruxelles. À propos de la guerre, Yuval Rozman intervient dans les médias et déclare: « D’un côté, bien sûr, condamner le Hamas, le terrorisme et toutes ses horreurs dirigées non pas contre le peuple israélien, mais contre les juifs et, en même temps, dire, prononcer qu’il y a une responsabilité du gouvernement israélien, qu’il y a toujours une occupation, des crimes de guerre israéliens. » En 2023, il présente une nouvelle pièce, Ahouvi, concernant la relation amoureuse d'une Israélienne et d'un Français,,.

### Metteur en scène
- 2005 : Sous un ciel bleu et des nuages blancs
- 2010 : Cabaret Voltaire
- 2015 : Un Album, co-écrit et mis en scène avec Laetitia Dosch
- 2017 : Tunnel Boring Machine, écrit et mis en scène par Yuval Rozman
- 2018 : HATE, mis en scène par Laetita Dosch et Yuval Rozman, Théâtre Vidy-Lausanne
- 2021 : The Jewish Hour, mis en scène par Yuval Rozman
- 2023 : Ahouvi, mis en scène par Yuval Rozman